# シェアレンティング
シェアレンティング（Sharenting）とは、親が自分の子供に関するコンテンツをインターネット上で公開することを指す言葉である。

## 概要
シェアレンティングという言葉が生まれたのは2010年だが、日本をはじめ、アメリカ合衆国、スペイン、フランス、イギリスなど世界各地で見られる現象となっている。シェアレンティングはソーシャルメディアの利用法としては論争がある。否定派は、子供のプライバシーを侵害し、親子関係を悪化させると指摘している。肯定派は、この行為を子供に対する親の誇りや愛情の自然な表現とし、批判者はシェアレンティングを文脈から切り離してとらえていると主張している。
シェアレンティングが行われる潜在的な社会的動機や、このような親の行為と子供のプライバシーのバランスをとるための法的枠組みについて、学術的な研究が行われてきた。心理学的な調査からは、ソーシャルメディアへのアクセスのしやすさ、親の子供に対する自己認識、社会的プレッシャーなどがシェアリングの潜在的な原因であるという指摘がなされている。法学的見地からは、国際人権法、労働者保護、そして最近のオンライン上の子供のプライバシーに関する法律といった法制が、シェアレンティングの悪用をチェックするための潜在的な法的基準として挙げられている。

## 歴史
「シェアレンティング（Sharenting）」という用語は、ウォール・ストリート・ジャーナルが「overshare（過剰共有）」と「parenting（子育て）」をかけあわせてつくった造語「oversharenting」が起源と言われている。インドの作家プリヤ・クマールは、子育ての瞬間瞬間を記録することは新しい習慣ではなく、人間は何世紀にもわたって日記やスクラップブック、ベビーログ・ブックなどを記録媒体として使ってきたと指摘している。学者たちは、ソーシャルメディアの普及により、多くの人々が自分や子供の生活をオンラインで共有することに抵抗がなくなった結果、シェアレンティングが普及したと主張している。ソーシャルメディア上での「オーバーシェア」の傾向は、2010年代に入ってから世間の注目を集め、多くの論説や学術研究プロジェクトの対象となってきた。また、その影響力を考慮して、2013年2月に『タイム』誌の「Word of the Day」、2016年にはコリンズ英語辞典に追加された。

## 広がり
これまでの研究によって、シェアレンティングは家庭内で広く見られる国際的な現象であることが明らかになっている。アメリカでは、ミシガン大学C.S.モット小児病院の研究者が、アメリカの親の約75％がソーシャルメディアで子供の情報を共有している人をよく知っている、ということを明らかにした。また、AVG社の調査では、アメリカの2歳児の92％が、何らかの形でインターネット上に情報を掲載されているということがわかった。オーストラリアでは、フィッシャープライス社が実施した調査において、90％の親が「オーバーシェア」を認めている。スペインとチェコでは、約1,500人の親たちを対象にした調査で、70-80％がシェアレンティングに参加していることがわかった。イギリス、フランス、ドイツ、イタリアでは、リサーチ・ナウ社のレポートによると、調査対象となった親の約4分の3が「自分の子（乳幼児）の画像を共有することに抵抗がない」と答えている。日本では、2019年にチェコのセキュリティー対策会社Avast Software（アバスト・ソフトウェア）が日本国内の20-69歳を対象として実施した「アバスト デジタルリテラシー調査：ファミリー版」において、20代の母親の8割が「モザイク無しで子どもの写真を投稿した経験がある」と回答したほか、30代男性の4人に1人は、投稿した写真について子どもから「やめてほしい」と言われたことがあると回答した。
シェアレンティングは子供のプライバシーを侵害しているという指摘もあり、反動としてシェアレンティング禁止のサイトや赤ちゃんの写真をブロックするアプリなどが出てきている。ソーシャルメディア上での親の過剰なシェアレンティングを批判するために2009年に設立されたブログ「STFU Parents」はこうした反発のきっかけとなった。このようなシェアレンティングへの批判は文脈を無視して投げかけられることも多く、オンライン・コミュニティでの意識向上といったシェアレンティングのポジティブな側面が無視されていると感じる親もいる。また、シェアレンティングがプライバシーを侵害する可能性があることを認めつつも、ソーシャルメディアへの投稿における閲覧者や本人確認の制限にかかわらず、特定の条件下でのみ投稿を許可するというような、より整えられたアプローチを提案する人もいる。

## 動機
シェアレンティングには、子供との関係における親の自己認識、母親としてのプレッシャー、ソーシャルメディアへのアクセスのしやすさなどが関連していることが、調査・研究によって示唆されている。ロンドン・スクール・オブ・エコノミクスの研究では、イギリスの母親17人に対してインタビューを行った結果、ブロガーである親たちは、自分の子供を自分自身の一部として表現し、自分自身のアイデンティティを表現するという観点からシェアレンティング行動について説明しなおすケースが多く見られた。特に、同じような家庭環境の親どうしをつなぐネットワーク手段としてのブログの利用について調査したところ、シェアレンティングをする親は、自己表現を親子関係でフィルタリングすることによって、ソーシャルメディア上でよりリレーショナルなアイデンティティを採用していることがわかった。たとえば、障害のある子供を育てている、シングルマザーである、といったように、親として置かれている状況を通して自己同定するようなことがある。また、こうしたインターネット上の表現は、個人のプライドが子育てという領域まで浸透していることを示しているという考え方もある。たとえば、家族写真は自分の子供を他人に「見せびらかす」ための手段となり、個人としての親の自己意識を強化する。このような考え方をする人たちは、シェアレンティングをする主体として母親が抜けて多いことについて、デジタルコミュニケーションの台頭により、母親はソーシャルメディア上で「良い」親の役割を果たすよう圧をかけられるようになったと主張している。シェアレンティングは家族についての規範的な解釈に近づこうとする必要によって動機づけられている場合があるため、「ノーマルな」家族についての支配的なビジョンを強化する可能性があるという。

## 論争
オンライン上のプラットフォームを利用することで、親がコミュニティを形成し、子育てのサポートを受けることができる一方で、子供のデータ・プライバシーや、説明責任の欠如といった懸念がある。コンテンツを共有することで、子供たちが恥ずかしい思いをする可能性があるだけでなく、子供たち自身がコントロールできないはじめてのデジタルフットプリント（インターネット上での活動履歴）が作られてしまう。これが元となって、学校で馬鹿にされたり、将来の雇用主に悪い印象を与えたりするなどの悪影響が出る可能性もある。

### 親の利益
多くの親はソーシャルメディアを使用して子育てのアドバイスを求め、子供に関する情報を共有している。ブロガーの親たちは、便利なオンラインプラットフォームを利用して、同じような状況にある人々や、有意義なアドバイスをしてくれる人々と簡単につながることができる。コミュニティを形成することで、親は共感してくれる仲間からの励ましや、子育ての専門家からの支援を受けることができる。たとえば、特別な教育を必要とする子供や障害を持つ子供を持つ親は、自分が主流の育児スタイルから離れていることに気付くことがある。そのため、オンライン・ブログは、他者からの支援を得たり支援を返したりするための手段として活用されている。 ロンドン・スクール・オブ・エコノミクス（LSE）が実施した調査で明らかになったように、自閉症と診断された娘を持つジェーンは、オンライン・ブログによって、同じような境遇の親たちとつながることができた。そこで得たアドバイスは、ジェーンの娘への社会的介入という面で新しい可能性をもたらした。ジェーンは「ソーシャルサービス、ヘルスケア、学校などの複雑な問題を解決することができ」、娘の人生を大きく変えることができたという。
こうしたソーシャルメディアの利点は、特定のグループの親に限ったものではない。一般的に、多くの親は子育ての経験を交換することで恩恵を受ける。ある調査によると、シェアレンティングを行っている親は、寝る前の読書の習慣や子供におすすめの本について他の親ブロガーによる投稿をよく目にするため、子供に幼い頃から本を読ませることの重要性を強く認識している傾向がある。統計的に見ると、72％の親がソーシャルメディアは心のつながりや肯定感を得るのに役立つと評価しており、74％の親がソーシャルメディア上の友人から子育てに関するサポートを受けている。
また、シェアレンティングは人間関係を育む役割も担っている。子供たちの生活に関する画像や言葉が会話のきっかけとなり、親は遠く離れた友人や親戚とのつながりを保つためにシェアレンティングを活用している。特に母親は、ポジティブなコンテンツがデジタルコンフリクトを回避し、社会的な集団との親密な関係を維持するのに役立つと考え、シェアレンティングに積極的に参加していることが調査で明らかになっている。この調査では、女性参加者が投稿の際に写真や言葉を慎重に選んで、愛情を表現したり、子供の褒められる行動を紹介したりすることで、ポジティブなメッセージを伝えようとしていることがわかった。また、これらのメッセージは、親がサポートしてくれる家族や友人を日常生活に招き入れることで、子供にとって親密なソーシャルネットワークの形成を促進することにもなるのである。

### 子供のプライバシー
デジタルデータは悪用される可能性があることから、シェアレンティングに対して批判的な人も多く、多くの親がオンライン上での書き込みに起因する不正行為を警戒している。位置情報、氏名、生年月日、画像、通っている学校などの未成年者の個人情報を公開すると、悪意のある受信者による違法行為にさらされる可能性がある。共有された情報は「なりすまし」のために悪用されることが多く、詐欺師が子供を尾け回したり、ストーカーしたり、詐欺を働いたり、さらには家族を脅迫したりすることもある。特に、入手した個人情報を用いて同僚や親戚を装い、フィッシングリンクをクリックさせてログイン情報を盗み取る「スピアフィッシング」の標的となる可能性がある。バークレイズ社によると、若い世代をターゲットにしたオンライン詐欺は、2030年までに6億7,000万ポンド（約7億9,000万ドル）の損失を生むと見られ、なりすまし詐欺の3分の2はシェアレンティングに関連したものになるという。さらに、ポルノコンテンツを制作するために、ソーシャルメディアから子供の画像を集める人もいる。
法的枠組みの中でのデータ・プライバシーの侵害も懸念される。ユーザーがソーシャルメディア・プラットフォームのプライバシーポリシーに同意すると、IT企業やその他関連組織はユーザーデータの一部をトラッキングして送信する権利を有するが、多くのシェアレンティングする親はこの事実を軽視しがちである。共有された情報は、子供に対する広告やマーケティング戦略の策定、サーベイランスシステムの新しいアルゴリズムの開発、移民法施行のための家族の追跡、一部の子供の非行の予測などに利用されうる。サードパーティーによるこのような行為は、ユーザーのデータにアクセスしてそれを販売することが、ユーザー、特に個人情報に対する自律性が低い未成年者の権利を侵害するかどうかについて、社会的な議論を引き起こしている。
また、偽者が写真を入手して未成年者の親や友人であるかのように振る舞う「デジタル誘拐」と呼ばれる現象が、親たちを不安にさせている。ステイシー・スタインバーグ法学教授の研究における事例では、母親であるパリスさんが、見知らぬ人が息子の写真を盗み、自分がその子の親であるかのようなふりをして自分のホームページで紹介していることに気付いたという。この人物のような「デジタル誘拐犯」は、プライバシーの問題を考慮することなく、こうしたロールプレイによって「いいね！」や人気を急激に高めることに喜びを感じているとされる。

### 子供のデジタルフットプリント
シェアレンティングの広がりにより、子供たちは幼いころからデジタルフットプリント（インターネットを利用したときに残る記録の総称）を残されることになる。後から削除しようとしても完全には削除することができないデジタルタトゥーとなるリスクも大きい。こうした情報によって、子供本人が後の人生において信用を損なう可能性がある。特に、ミシガン大学の調査では、参加者の半数以上が子供に関する恥ずかしい内容をオンラインで共有したことがあり、27％が不適切と思われる写真を共有したことがあると報告されている。これらの投稿は、ティーンエイジャーの間で嘲笑の的となる可能性がある。さらに、大学の入学担当者や将来の潜在的な雇用主が偶然にもネガティブな内容にアクセスする可能性があり、若い入学・採用候補者に対する印象形成や、学業・雇用の機会に悪影響を及ぼすかもしれない。また、シェアレンティングは子供たちの人格に対する自律性を十分に尊重しておらず、子供たちがソーシャルメディアのアカウントを持つようになった際の感じ方に影響を与えるという批判もある。

### 同意をめぐる意見の相違
親がある素材をインターネット上に投稿できるかどうかについては、子供と親の間で想定が対立することもある。調査によると、子供たちは共有に関してしばしば苛立ったり、不快感を抱いたりしているようである。イギリスの12歳から16歳のティーンエイジャー1000人を対象とした調査では、71.3％が「親が自分のデジタル・アイデンティティを十分に尊重してくれない」と回答し、39.8％が「親がオンラインにアップした写真を見て恥ずかしいと思ったことがある」と回答している。スタインバーグ教授は、未成年者は自分のプライベートな情報、特に不適切な可能性のあるコンテンツを外部の目から守ろうとするため、親の意図にかかわらず、親が比較的安易にソーシャルメディアで自分の情報を共有することに同意しない傾向があると主張している。
親が子供の情報を開示する権利をめぐる議論では、同意が重要な問題となる。プレティーンの子供へのインタビューでは、多くの親が、子供の写真を無断で公開し、子供の自己認識を否定するようなコンテンツを削除するよう子供から求められても無視する傾向があることがわかった。母親へのインタビューでも、この傾向は確認された。そのような親は、親として、大人として、すべてをコントロールしながら、どのような情報をシェアするかを決める裁量権を持っていると考えている。このため、情報を守るという子供の権利は適切に尊重されず、親の過剰な共有は子供の親への信頼を損なうことになる。また、プライバシー侵害の程度や種類の違いによって、意見の相違が生じることもある。

## 法制度
親が子供のメディアをオンラインで管理することに関して、指針となる法律はほとんどないようである。子供のプライバシーを保護する法律は各国にあるが、ほとんどの国では子供の保護者に責任を委ねているため、親が子供の同意権を利用できるということからシェアレンティングが悪用される可能性がある。親に有利なこうした推定は、子供のプライバシーを親から守ることにはならない。
子供の権利条約のもとで、国連は子供の個人的なアイデンティティを広く擁護している。第14条は、適用される法定後見人が子供の最善の利益を代表する義務を概説している。

### EU
EUでは、2018年にデジタル空間における個人のプライバシーを保護するための一般データ保護規則（GDPR）が正式に制定された。第8条では、16歳未満の子供については「親権」上の責任のある者による同意が必要とされている。GDPRの備考 (Recital) 18では、コンテンツの規制は、商業的なものでない限り「個人的または家庭内の活動」には適用されないと述べられている。
2020年、オランダの裁判所は、祖母が親の同意を得ずに孫のメディアをオンライン上に投稿したことに対し、親側に有利な判決を下した。こうしたソーシャルメディアへの投稿は第三者に配信される可能性があるため、これを備考 (Recital) 18の「個人的または家庭内の活動」として保護することは困難であるとされた。その一方で、裁判所はこの祖母のシェアレンティングがEUの内規に基づいて違法であると宣告している。

### アメリカ合衆国
アメリカでは、13歳未満の子供のデータを保護するために、1998年に児童オンラインプライバシー保護法（COPPA）が制定された。2019年には、連邦取引委員会（FTC）が、 メディアプラットフォームが親の同意なしに子供の情報をシェアすることでCOPPAに違反していると認定したことにより、YouTubeがやり玉に挙げられた。一部の上院議員は、この判決がオンライン上の子供の情報に対する親の力をさらに強調することで、子供自身がデジタルデータのプライバシーを守る権利を弱めたと主張した。
現在COPPAは、13歳未満の子供のプライバシーに関する問題のみを扱っている。COPPAでは、子供のプライバシーを守る第一の保護者は親であると想定されているため、シェアレンティングを取り巻く状況は規制の対象となっていない。親から子供のデータを守るというよりは、むしろ企業からデータを守ることに重点が置かれている。
イリノイ州の生体認証情報プライバシー法（BIPA）は、サービス利用前に同意を必要とする、企業のデータ収集量を制限する、個人に訴訟権を与えるといった方法で、イリノイ州民の指紋や顔面画像などの生体データを保護している。2020年、Googleは、学校で支給されたChromebookを通じて、イリノイ州の子供たち（主に13歳未満）の生体データを収集したことにより、BIPAおよびCOPPAに違反したとして訴えられた。違反となったのは、子供たちやその親の同意を得ずにこれらのデータを収集したことである。COPPAの求める「検証可能な親の同意」がこの違反申し立てに関係する。また、写真はBIPAによって保護されていないが、それをスキャンすることは、生体情報のプライバシーの侵害となる。
カリフォルニア州消費者プライバシー法（CCPA）は、カリフォルニア州民のプライバシー権をさらに規制するため、2020年に発効した。同法では、COPPAと同様に13歳未満の子供には親・保護者の同意が必要だが、13歳から16歳までの子供には積極的同意（オプトイン手続き）が必要となる。
YouTubeはNational Center for Missing and Exploited Children（全米行方不明/被搾取児童センター）と協力して、子供に危害を加えた疑いのあるアカウントを有罪にすることを約束しているが、家族のVlogという媒体におけるシェアレンティングに関しては未踏の領域となっている。州によって違いはあるものの、児童労働法が制定されており、労働時間や報酬の分配が制限されている。しかし、境界線が曖昧な家族のVlogの場合、賃金や労働時間を計算するために時間を記録することが困難である。「抑圧的な児童労働」から子供たちを保護するための公正労働基準法は、ソーシャルメディアにおける多様な労働集約型の仕事に対してはまだアップデートされていないのが実情である。
家族のVlogチャンネルは基本的に自営市場であるため、撮影現場における子役と同じような厳格な児童労働法は存在しない。2017年には、YouTubeの人気ファミリーチャンネル「FamilyOFive」の両親が、ネグレクトの容疑で執行猶予を言い渡された。この両親は子供たちの間での、あるいは子供たちに向かっての、しばしば物理的な行為によるイタズラを中心とした動画によって収益を得ていた。両親は、9歳と11歳の子供のネグレクトで告発された。訴えの根拠となったのは物理的な影響ではなく、イタズラの様子を撮影したことによる心理的な影響だった。裁判で心理学者は、「彼らの精神的または心理的な機能の観察可能な、識別可能な、実質的な障害」を認めている。ソーシャルメディアはまだ比較的新しい臨界であるため、イタズラが子供たちに与える長期的な影響は、まだ完全には分析されていない。